# اچ‌ام‌اس کامبرلند (۱۸۰۳)
اچ‌ام‌اس کامبرلند (۱۸۰۳) (به انگلیسی: HMS Cumberland (1803)) یک کشتی است.